# The Deathship Has a New Captain
The Deathship Has a New Captain è il primo album pubblicato dalla band tedesca gothic metal The Vision Bleak.

## Tracce
1. A Shadow Arose – 2:52
2. The Night of the Living Dead – 3:44
3. Wolfmoon – 5:29
4. Metropolis – 4:46
5. Elizabeth Dane – 5:07
6. Horror of Antarctica – 3:31
7. The Lone Night Rider – 5:04
8. The Grand Devilry – 4:46
9. Deathship Symphony – 5:54

## Formazione
- Ulf Theodor Schwadorf (Markus Stock) - chitarra, basso, tastiere
- Allen B. Konstanz (Tobias Schönemann) - voce, batteria, tastiere